# Muntanyes Țibleș

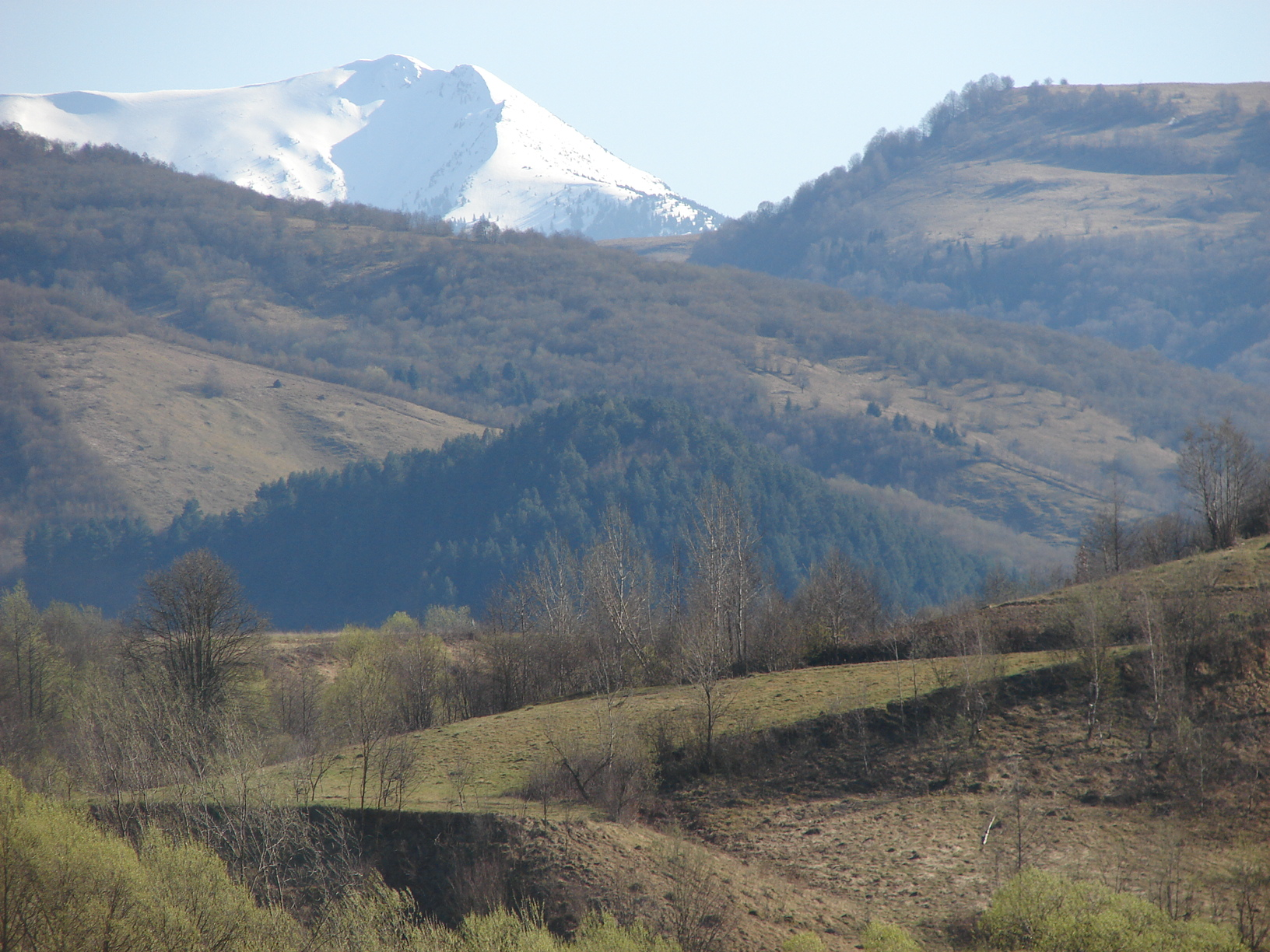
Muntanyes de Țibleș

Les muntanyes Țibleș (en romanès: Munții Țibleș, hongarès: Cibles o Széples) són una serralada volcànica situada al comtat de Maramureș, al nord de Romania. Pertanyen a la zona de Vihorlat-Gutin dels Carpats de l'Interior Oriental.
Es troben a la frontera sud de la regió històrica de Maramureș i tallen les valls de Maramureș de la resta de Romania. El pic més alt de la serralada és el pic Bran, a 1.840 m. La ciutat més propera és Dragomirești.

## Referències

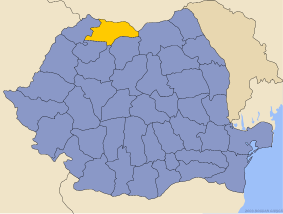
Comtat de Maramureș a Romania